# William Douglas, 1:e earl av Douglas
William Douglas, 1:e earl av Douglas, född omkring 1327, död 1384, var en skotsk adelsman, son till sir Archibald Douglas, far till James Douglas, 2:e earl av Douglas och George Douglas, 1:e earl av Angus.
Douglas kom 1348 hem från strider i Frankrike och utdrev engelsmännen från sina arvegods samt dräpte 1353 sin frände, sir William Douglas, riddare av Liddesdale (född omkring 1300), vilken varit en av skottarnas tappraste ledare under David Bruces minderårighet, men sedermera under fångenskap i England inlåtit sig i intriger med Edvard III.
Själv förmedlade Douglas 1363 ett fördrag mellan David och Edvard III om Skottlands och Englands framtida förening, men anslöt sig, sedan de skotska ständerna 1364 förkastat fördraget, åter till den nationella saken. 
Efter David Bruces död 1371 uppgav Douglas sina egna tronanspråk och hyllade Robert II (av släkten Stuart) mot villkor av giftermål mellan hans son och kungens dotter. Han deltog på franska sidan i slaget vid Poitiers {1356), upphöjdes 1358 till earl av Douglas och blev 1374 genom gifte earl av Mar.